# Olympische Winterspiele 1960/Teilnehmer (Spanien)
| Gelbes Symbol für Goldmedaillen mit stilisierten Olympischen Ringen | Graues Symbol für Silbermedaillen mit stilisierten Olympischen Ringen | Braundes Symbol für Bronzemedaillen mit stilisierten Olympischen Ringen |
| ------------------------------------------------------------------- | --------------------------------------------------------------------- | ----------------------------------------------------------------------- |
| —                                                                   | —                                                                     | —                                                                       |

Spanien nahm an den Olympischen Winterspielen 1960 im US-amerikanischen Squaw Valley mit vier Athleten teil.
Seit 1936 war es die fünfte Teilnahme Spaniens an Olympischen Winterspielen.

## Teilnehmer nach Sportarten

### Ski Alpin
Frauen:
- Marían Navarro
Slalom: 23. Platz – 2:08,0 min
Riesenslalom: disqualifiziert
Abfahrt: 24. Platz – 1:49,7 min

Herren:
- Luis Arias
Slalom: 24. Platz – 2:40,5 min
Riesenslalom: 42. Platz – 2:13,2 min
Abfahrt: 51. Platz – 2:29,8 min
- Manuel García-Moran
Slalom: 34. Platz – 2:58,0 min
Riesenslalom: 47. Platz – 2:14,8 min
Abfahrt: 42. Platz – 2:27,6 min
- Luis Sánchez
Slalom: ausgeschieden
Riesenslalom: 45. Platz – 2:13,6 min
Abfahrt: 44. Platz – 2:28,3 min